# Mohamed Khalil Jendoubi
Mohamed Khalil Jendoubi (født 1. juni 2002) er en tunesisk taekwondokæmper.
Han repræsenterede Tunesien under sommer-OL 2020 i Tokyo, hvor han tog sølv i 58 kg.
I 2024 føjede han endnu en medalje til sin præstationsliste ved at vinde bronzemedaljen i mændenes 58 kg-stævne ved de olympiske lege i Paris, Frankrig.